# Bodagurki, Bangarapet
Bodagurki là một làng thuộc tehsil Bangarapet, huyện Kolar, bang Karnataka, Ấn Độ.